# Кузнецова (Архангельская область)
Кузнецова — деревня в Плесецком районе Архангельской области.

## География
Находится в западной части Архангельской области на расстоянии приблизительно 78 км на юго-запад по прямой от административного центра района поселка Плесецк на левом берегу реки Онега.

## История
В 1873 году здесь (деревня Пудожского уезда Олонецкой губернии было учтено 8 дворов, в 1905 — 14. До 2021 года входила в Конёвское сельское поселение до его упразднения.

## Население
Численность населения: 77 человек (1873 год), 105 (1905), 13 (русские 100 %) в 2002 году, 5 в 2010.